# جيفري إس. بويد
جيفري إس. بويد (بالإنجليزية: Jeffrey S. Boyd)‏ هو قاضي ومحامي أمريكي، ولد في 2 ديسمبر 1961 في بيلوكسي في الولايات المتحدة.